# Chuyến bay 363 của Tatarstan Airlines
Chuyến bay 363 của Tatarstan Airlines là một chuyến bay thường lệ nội địa vận chuyển hành khách bằng máy bay Boeing 737-500 của Tatarstan Airlines. Chuyến bay này xuất phát từ Moskva đi Tatarstan và rơi ngày 17 tháng 11 năm 2013.
Chiếc Boeing 737-500 gặp nạn tại thành phố Kazan, vào lúc 15h25 GMT, máy bay nổ tung sau cú va chạm mạnh với mặt đất khi cố hạ cánh không thành công. Ít nhất có 50 người, trong đó có 44 hành khách và 6 phi hành đoàn đã thiệt mạng.
Sau khi lao xuống đất và phát nổ, chiếc máy bay bốc cháy. Sau 1 giờ đồng hồ các xe cứu hỏa mới có thể khống chế ngọn lửa.
Tai nạn khiếm sân bay bị đóng cửa tạm thời.
Chiếc máy bay có số đăng ký VQ-BBN và đã hoạt động 23 năm.
Trong số nạn nhân tử nạn có Irek Minnikhanov, 24 tuổi, con trai của tổng thống Tatarstan và ông Alexander Antonov, người đứng đầu Cơ quan An ninh Quốc gia của Cộng hòa Tatarstan.

## Máy bay bị nạn
Chiếc máy bay có số đăng ký VQ-BBN và đã hoạt động 23 năm. Ban đầu máy bay được giao cho Euralair ngày 13 tháng 7 năm 1990. Sau đó chiếc máy bay được đăng ký bởi Air France của Pháp ngày 1/6/1992 và sau đó nó luân chuyển qua các hãng hàng không ở Uganda ngày 15/7/1995, hãng Rio Sul của Brazil năm 2000, rồi chuyển cho các hãng hàng không của Romania và Bulgaria

## Phản ứng
Tổng thống Nga Vladimir Putin đã bày tỏ "sự cảm thương sâu sắc với người thân của những nạn nhân thiệt mạng trong vụ nổ máy bay ở sân bay Kazan. Ông Putin gọi đây là một "bi kịch khủng khiếp".
Ngày 18/11/2013, Tatarstan đã tiến hành treo cờ rủ. Các kênh truyền hình và đài phát thanh địa phương được đề nghị hủy phát sóng tất cả chương trình giải trí.